# Carorita
Carorita Duffey & Merrett, 1963 è un genere di ragni appartenente alla famiglia Linyphiidae.

## Distribuzione
Le due specie oggi attribuite a questo genere sono state rinvenute nella regione olartica.

## Tassonomia
A maggio 2011, si compone di due specie:
- Carorita limnaea (Crosby & Bishop, 1927)[3] — Regione olartica
- Carorita sibirica Tanasevitch, 2007 — Russia

### Specie trasferite
- Carorita hiberna (Barrows, 1945); trasferita al genere Diplocentria Hull, 1911, con la denominazione di Diplocentria hiberna (Barrows, 1945) a seguito di un lavoro di Tanasevitch del 2007[1].
- Carorita paludosa Duffey, 1971; un lavoro dell'aracnologo Tanasevitch del 2007 ha appurato peculiarità tali in questi esemplari da costituirne un genere a sé, Karita Tanasevitch, 2007, per il momento monospecifico, Karita paludosa (Duffey, 1971)[1].